# Norman Adolphus Mozley

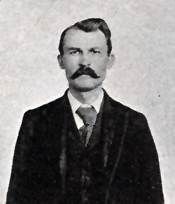
Norman Adolphus Mozley (1896)

Norman Adolphus Mozley (* 11. Dezember 1865 im Johnson County, Illinois; † 9. Mai 1922 in Bloomfield, Missouri) war ein US-amerikanischer Politiker. Zwischen 1895 und 1897 vertrat er den Bundesstaat Missouri im US-Repräsentantenhaus.

## Werdegang
Norman Mozley besuchte die öffentlichen Schulen seiner Heimat. Im Jahr 1887 zog er in das Stoddard County in Missouri, wo er als Lehrer arbeitete. Nach einem anschließenden Jurastudium und seiner 1891 erfolgten Zulassung als Rechtsanwalt begann er in Bloomfield in diesem Beruf zu arbeiten. Gleichzeitig schlug er als Mitglied der Republikanischen Partei eine politische Laufbahn ein. Bei den Kongresswahlen des Jahres 1894 wurde Mozley im 14. Wahlbezirk von Missouri in das US-Repräsentantenhaus in Washington, D.C. gewählt, wo er am 4. März 1895 die Nachfolge von Marshall Arnold antrat. Da er im Jahr 1896 auf eine weitere Kongresskandidatur verzichtete, konnte er bis zum 3. März 1897 nur eine Legislaturperiode im Kongress absolvieren.
Nach seinem Ausscheiden aus dem US-Repräsentantenhaus praktizierte Norman Mozley wieder als Anwalt in Bloomfield. In den Jahren 1919 bis 1921 war er beim Obersten Gerichtshof von Missouri angestellt (Commissioner of the State Supreme Court). Später zog er nach Poplar Bluff, wo er als Rechtsanwalt arbeitete. In den Jahren 1921 und 1922 war Norman Mozley Delegierter auf einer Versammlung zur Überarbeitung der Staatsverfassung von Missouri. Er starb am 9. Mai 1922 in Bloomfield, wo er auch beigesetzt wurde.